# Партия в триктрак
«Па́ртия в триктра́к» (La partie de trictrac) — новелла французского писателя Проспера Мериме (1830), помещённая в сборнике «Мозаика» (1833) перед «Этрусской вазой». На русский язык переведена Михаилом Кузминым.

## Сюжет
Во время долгого и томительного плавания по южному океану капитан корабля развлекает пассажиров рассказом о своём приятеле, лейтенанте Роже.
Во времена наполеоновских войн в портовом Бресте молодой лейтенант без памяти влюбляется в своевольную актрису Габриэль. Когда он пытается защитить её честь от офицеров гарнизона, дело заканчивается групповой дуэлью с участием 60 офицеров. Вскоре Габриэль соглашается стать его любовницей.
В порт заходит голландский фрегат. Французы и голландцы ночами напролёт играют в карты и триктрак. Лейтенант проигрывает всё своё состояние. На другой день удача улыбается ему, и он выигрывает 80 тысяч франков у голландского офицера. В отчаянии от проигрыша тот пускает себе пулю в лоб.
В ответ на расспросы подруги лейтенант признаётся, что сплутовал в игре с голландцем. «Лучше бы ты убил десять человек, чем пошёл на обман», — укоряет его актриса. С тех пор ему не дают покоя угрызения совести. Рассказчик с трудом отговаривает его от самоубийства.
Приятели поступают служить на военный корабль, где Роже надеется встретить смерть в ближайшем бою. Он признается, что плутовал в игре не ради Габриэль, а ради обычной наживы. Перед началом боя приятель обещает ему, что если Роже будет ранен, то он выбросит его в море. Такой исход для моряка более приемлем, чем самоубийство.
Как раз когда капитан корабля в своём рассказе доходит до того, что Роже был ранен картечью в живот, ему сообщают, что в море замечен кит. Все забывают о его рассказе и бросаются преследовать добычу. Судьба Роже остается неизвестной.